# 朱莉·基根
朱莉·基根（英語：Julie Keegan，1964年7月11日—），澳大利亚女子草地滚球运动员。她曾代表澳大利亚参加2010年英联邦运动会草地滚球比赛，获得女子三人金牌。